# The Who Sell Out
The Who Sell Out je třetí studiové album anglické rockové kapely The Who. Bylo vydáno v roce 1967. Jedná se o konceptuální album, které sestává ze sbírky nesouvisejících písní proložených umělými reklamami a oznámeními veřejnosti. Album tak představuje vysílání pirátského rádia Radio London.

## Seznam skladeb
Autorem všech skladeb je Pete Townshend, pokud není uvedeno jinak.
| Strana 1 | Strana 1                                              | Strana 1               | Strana 1 |
| Pořadí   | Název                                                 | Hlavní vokály          | Délka    |
| -------- | ----------------------------------------------------- | ---------------------- | -------- |
| 1.       | Armenia City in the Sky (Speedy Keen)                 | Daltrey                | 3:48     |
| 2.       | Heinz Baked Beans (John Entwistle)                    | Entwistle              | 1:00     |
| 3.       | Mary Anne with the Shaky Hand                         | Daltrey                | 2:28     |
| 4.       | Odorono                                               | Townshend              | 2:34     |
| 5.       | Tattoo                                                | Daltrey, s Townshendem | 2:51     |
| 6.       | Our Love Was (na původním LP jako „Our Love Was, Is“) | Townshend              | 3:23     |
| 7.       | I Can See for Miles                                   | Daltrey                | 4:44     |

| Strana 2 | Strana 2                 | Strana 2               | Strana 2 |
| Pořadí   | Název                    | Hlavní vokály          | Délka    |
| -------- | ------------------------ | ---------------------- | -------- |
| 8.       | Can't Reach You          | Townshend              | 3:03     |
| 9.       | Medac (Entwistle)        | Entwistle              | 0:57     |
| 10.      | Relax                    | Daltrey, s Townshendem | 2:41     |
| 11.      | Silas Stingy (Entwistle) | Entwistle              | 3:07     |
| 12.      | Sunrise                  | Townshend              | 3:06     |
| 13.      | Rael (1 and 2)           | Daltrey                | 5:44     |

## Obsazení
- Roger Daltrey – hlavní a doprovodné vokály, perkuse
- John Entwistle – baskytara, doprovodné a hlavní vokály, lesní roh, zvukové efekty
- Pete Townshend – kytara, doprovodné a hlavní vokály, klávesy, irská whistle, banjo, sonovox v „Armenia in the City“
- Keith Moon – bicí, doprovodné vokály, perkuse, zvukové efekty, hlavní vokály v „Jaguar“ a „Girl's Eyes“
- Al Kooper – klávesy, varhany